# Pyli-Quelle
Koordinaten: 36° 50′ 31,4″ N, 27° 9′ 19,8″ O
Die Pyli-Quelle (vor Ort nur als griechisch Πηγή Pigí = Quelle bezeichnet) befindet sich in der Kleinstadt Pyli der griechischen Insel Kos.
Die Pyli-Quelle schüttet das Wasser bei einem recht aufwendigen Steinkubus mit steinernen Löwenmäulern aus. Dieser Steinkubus wurde um 1592 während der osmanischen Herrschaft im Ortszentrum von Pyli etwa auf einer Höhe über dem Meeresspiegel von 86 m errichtet. In der Nähe befindet sich die St.-Nikolaus-Kirche. Die Quelle versiegt auch an heißen Tagen in der Regel nicht. Die Quelle ist jederzeit frei zugänglich und bis heute für die Einheimischen ein beliebter Treffpunkt in Pyli.